# 한화자산운용
한화자산운용(韓華資産運用)은 한화그룹에 소속된 자산운용회사로 수탁고 100조(2023년 2월 기준)를 보유한 국내 초대형 운용사다. 한화자산운용은 한화생명보험, 한화투자증권, 한화손해보험, 한화저축은행 5개의 계열사로 구성된 ‘한화금융네트워크’라는 통합된 브랜드 하에 업종간 장벽 완화, 자본시장통합법 등 급변하는 금융시장 환경에 대응하고 복잡한 고객의 니즈에 부합하는 금융서비스를 제공하고 있다.

## 연혁
- 1988년 4월 제일투자자문주식회사 설립
- 1996년 8월 한화투자신탁운용으로 상호 변경
- 1996년 9월 투자신탁업무 개시
- 1998년 1월 미국의 알리안츠 캐피탈社와 합작
- 2000년 11월 서울 영등포구 여의도동 23-5 한화증권빌딩으로 본사 이전
- 2009년 2월 중국 외국적격투자기관(QFII) 자격 취득(중국증권감독관리위원회)
- 2009년 4월 대한생명의 100% 지분 취득으로 완전자회사 편입
- 2009년 11월 2004~2008 운용성과 N-GIPS 인증
- 2010년 1월 아리랑 KOSPI50 ETF 거래소 상장
- 2011년 9월 한화자산운용 출범(한화투자신탁운용과 푸르덴셜자산운용 합병)
- 2017년 10월 미주법인(Hanwha Asset Management(USA) Ltd.) 출범
- 2018년 6월 JP모간자산운용 분할합병
- 2019.07.30 한화투자증권 제3자 배정 유상증자 참여
- 2020.03.31 자본금증자 5,100억원(자본금5,700억원)
- 2020.10.08 HANWHA ASSET MANAGEMENT PTE.LTD.(Singapore) 자본금증자 SGD 34,000,000 (누적기준, SGD 46,000,000)
- 2021.08.25 한화투자증권 지분 추가 매수
- 2021.11.09 미주법인(Hanwha Asset Management(USA) LTD.) 유상증자(USD $30,000,000)
- 2021.12.30 국토교통부, 부동산투자회사(REITs) 자산관리회사 겸영인가 승인
- 2022.03.30 금융위원회, 부동산투자회사 자산관리회사 업무 승인
- 2022.05.02 신기술사업투자조합의 공동 업무집행조합원 겸영업무 보고
- 2022.05.05 주주배정 유상증자로 자본금 5,000억원 증가
- 2022.07.29 미주법인(Hanwha Asset Management(USA) LTD.) 유상증자(USD $170,000,000)

## 투자 부문
- 주식, 채권, MMF, 해외투자, 재간접투자, 특별자산, 부동산실물, REITs, ETFs